# شماره ۹ رویا
شماره ۹ رؤیا (انگلیسی: Number9dream) دومین رمان نویسنده انگلیسی دیوید میچل (نویسنده) است. داستان این رمان که در ژاپن می‌گذرد، در سال ۲۰۰۱، جستجوی «ایجی میاکه» ۱۹ ساله را برای یافتن پدرش روایت می‌کند که هرگز او را ندیده‌است.